# 六日町テレビ中継局
六日町テレビ中継局（むいかまちテレビちゅうけいきょく）は、新潟県南魚沼市に置かれているテレビ中継局である。

## 概要
当テレビ中継局は、南魚沼市中心部東側に位置する坂戸山に置かれ、市内の六日町地域などへ電波を発射している。尚、NHK新潟放送局の中波放送中継局についてはNHK六日町ラジオ中継放送所を、新潟放送の中波放送中継局についてはBSN塩沢ラジオ中継局を参照のこと。

## 送信施設概要

### デジタルテレビ
| リモコンキーID | 放送局名             | 物理チャンネル | 空中線電力 | ERP | 放送対象地域 | 放送区域内世帯数 | 開局日        |
| 1              | NHK新潟総合テレビ    | 16ch           | 1W         | 5W  | 新潟県       | 約-世帯          | 2008年11月4日 |
| 2              | NHK新潟教育テレビ    | 14ch           | 1W         | 5W  | 全国         | 約-世帯          | 2008年11月4日 |
| 4              | TeNYテレビ新潟放送網 | 36ch           | 1W         | 5W  | 新潟県       | 約-世帯          | 2008年11月4日 |
| 5              | UX新潟テレビ21       | 38ch           | 1W         | 5W  | 新潟県       | 約-世帯          | 2008年11月4日 |
| 6              | BSN新潟放送          | 18ch           | 1W         | 5W  | 新潟県       | 約-世帯          | 2008年11月4日 |
| 8              | NST新潟総合テレビ    | 34ch           | 1W         | 5W  | 新潟県       | 約-世帯          | 2008年11月4日 |

- 2008年8月19日に予備免許交付、同年11月4日本免許交付、同日開局。

### アナログテレビ
| 放送局名             | チャンネル | 空中線電力        | ERP                | 放送対象地域 | 放送区域内世帯数 |
| NHK新潟教育テレビ    | 51ch       | 映像10W /音声2.5W | 映像62W /音声15.5W | 全国         | 約-世帯          |
| NHK新潟総合テレビ    | 53ch       | 映像10W /音声2.5W | 映像62W /音声15.5W | 新潟県       | 約-世帯          |
| BSN新潟放送          | 55ch       | 映像10W /音声2.5W | 映像65W /音声16W   | 新潟県       | 約-世帯          |
| UX新潟テレビ21       | 57ch       | 映像10W /音声2.5W | 映像65W /音声16W   | 新潟県       | 約-世帯          |
| TeNYテレビ新潟放送網 | 59ch       | 映像10W /音声2.5W | 映像65W /音声16W   | 新潟県       | 約-世帯          |
| NST新潟総合テレビ    | 61ch       | 映像10W /音声2.5W | 映像65W /音声16W   | 新潟県       | 約-世帯          |

- 2011年7月24日に廃局。